# Pekka Lagerblom
Pekka Lagerblom (Lahti, 1982. október 19. –) finn válogatott labdarúgó.

## Pályafutása
Szülővárosában az FC Lahti csapatában lett profi labdarúgó. 2003 és 2004 között 55 bajnokin lépett pályára és ezeken 13 gólt szerzett. 2004 januárjában elhagyta Finnországot és a német Werder Bremen csapatába igazolt, ahol Bundesligát és a Német kupát is megnyerte egy azon éven belül. 14 mérkőzésem lépett pályára a bajnokságba, de nem sikerült kiharcolnia az első csapatban a helyét, így 2005 tavaszán kölcsönbe került az FC Nürnberg csapatához. Itt 11 mérkőzésen szerepelt. Miután lejárt a kölcsön szerződése a klubbal visszatért a Werder Bremen klubjához. 2006 nyarán az FC Köln játékosa lett egy évig, de ez idő alatt is 27 mérkőzésen 1 gólt szerzett.
2007 és 2009 között 40 mérkőzésen szerepelt az Alemannia Aachen csapatában, majd egy évig a FSV Frankfurt játékosa is volt. 2010. július 26-án a VfB Stuttgart második csapatának játékosa lett egy évig. Szerződése lejártát követően a szintén alacsonyabb ligás RB Leipzig csapatának játékosa lett, ahol 7 mérkőzésen 1 gólt szerzett. 2013. február 20-án aláírt a finn IFK Mariehamn együtteséhez. Év végén a norvég Hamarkameratene csapatához írt alá 3 évre. 2014. július 26-án bejelentette, hogy elhagyja a klubot. Egy hónappal később a svéd Ånge IF csapatának igazolt labdarúgója lett. Ezek után megfordult a Lahti, Jacksonville és az Åtvidaberg FF, valamint a Haka csapataiban. 2019-ben visszatért harmadszor is a Lahti együtteséhez és innen is vonult vissza ez év szeptemberében.
2003. november 16-án a Hondurasi labdarúgó-válogatott elleni mérkőzésen mutatkozott be a Finn labdarúgó-válogatottban.

## Statisztika

### Válogatott
(2011. augusztus 19. szerint)
| Finnország | Finnország | Finnország |
| Év         | Mérkőzés   | Gól        |
| ---------- | ---------- | ---------- |
| 2003       | 2          | 0          |
| 2004       | 2          | 0          |
| 2005       | 4          | 0          |
| 2006       | 4          | 0          |
| Összesen   | 12         | 0          |

## Sikerei, díjai
- Werder Bremen
  - Bundesliga: 2003-04
  - DFB-Pokal: 2003-04